# Eupsophus emiliopugini
Az Eupsophus emiliopugini a kétéltűek (Amphibia) osztályának békák (Anura) rendjébe és az Alsodidae családba, azon belül az Eupsophus nembe tartozó faj.

## Előfordulása
Az Eupsophus emiliopugini Chile mérsékelt égövi Nothofagus erdeiben a déli szélesség 40°50'-45°20'-e között, valamint Argentína Chubut tartományában, a Lago Puelo Nemzeti Parkban honos.

## Nevének eredete
Nevét Emilio Pugín professzor tiszteletére kapta a chilei békák szaporodásbiológiájának és fejlődésének megismeréséhez való hozzájárulásáért.

## Megjelenése
Közepes termetű békafaj, a kifejlett hímek testhossza 43–50 mm, a nőstényeké 41–65 mm. Az átalakult kis békák mérete 10–11 mm.  Háta lilás színű, egyes példányoknál hosszanti sárga csíkkal. Végtagjai sárga színűek. Hasa barna, sárga foltokkal tarkított vagy egyöntetűen élénksárga. A fej és a test oldalán szabálytalan sárgás foltok találhatók.
Fejének szélessége nagyobb, mint hosszúsága. A tympanum jól kivehető, és jól fejlett a felette látható redő. A végtagok karcsúak. Ujjai között nincs úszóhártya. Bőre sima. A hát alapszíne a szürkésbarnától az ólombarnáig terjed. A szemek között citromsárga vonal és olajzöld sáv húzódik. A combokon néha élénksárga recézett mintázat látható. Hasa fehéres színű; az ivarérett hímeknek torka élénk narancssárga.

## Természetvédelmi helyzete
A vörös lista a nem fenyegetett fajok között tartja nyilván. Populációja nem fragmentált. A faj számára a mezőgazdaság és fakitermelés jelent veszélyt. 